# Tooghuis

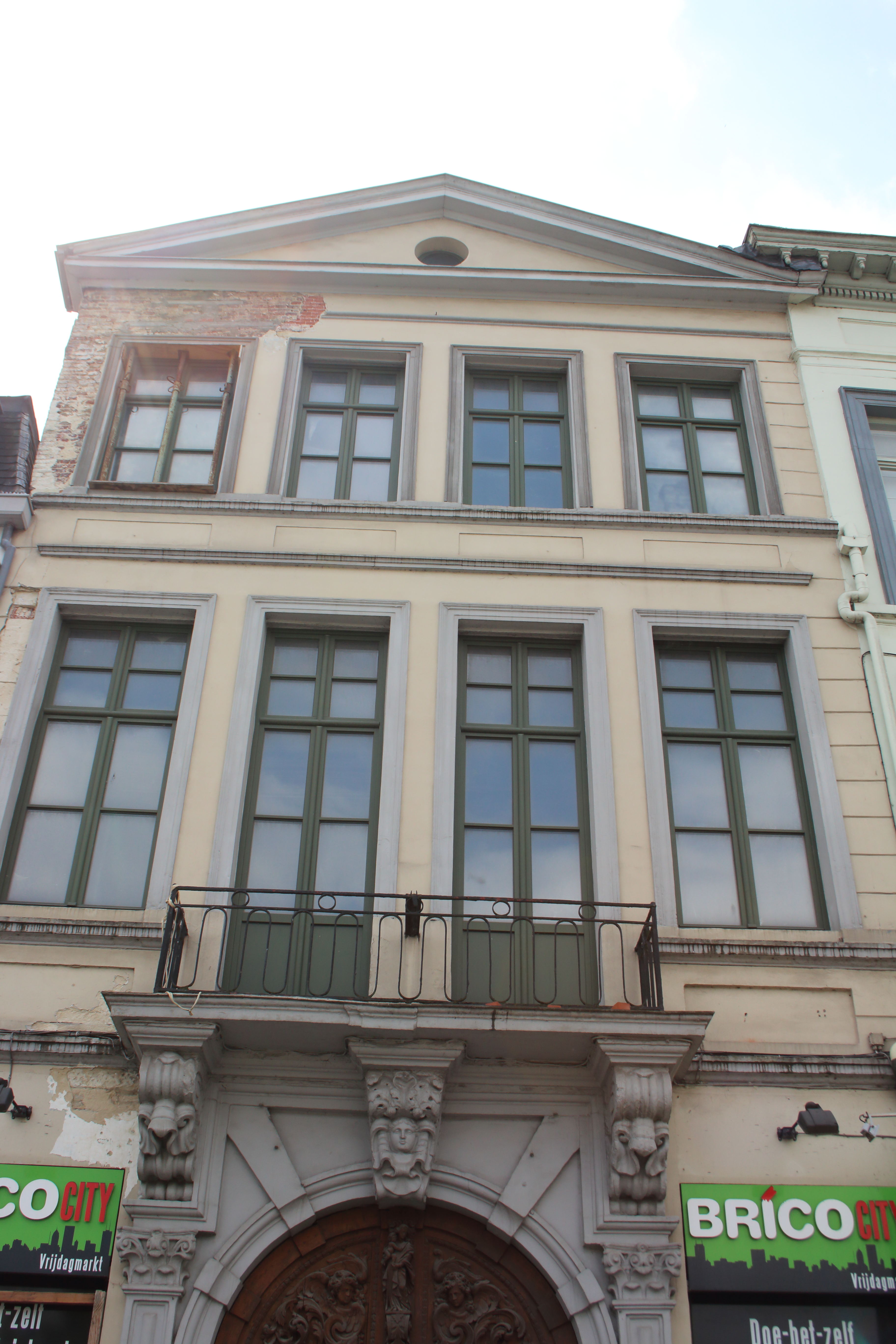
Tooghuis

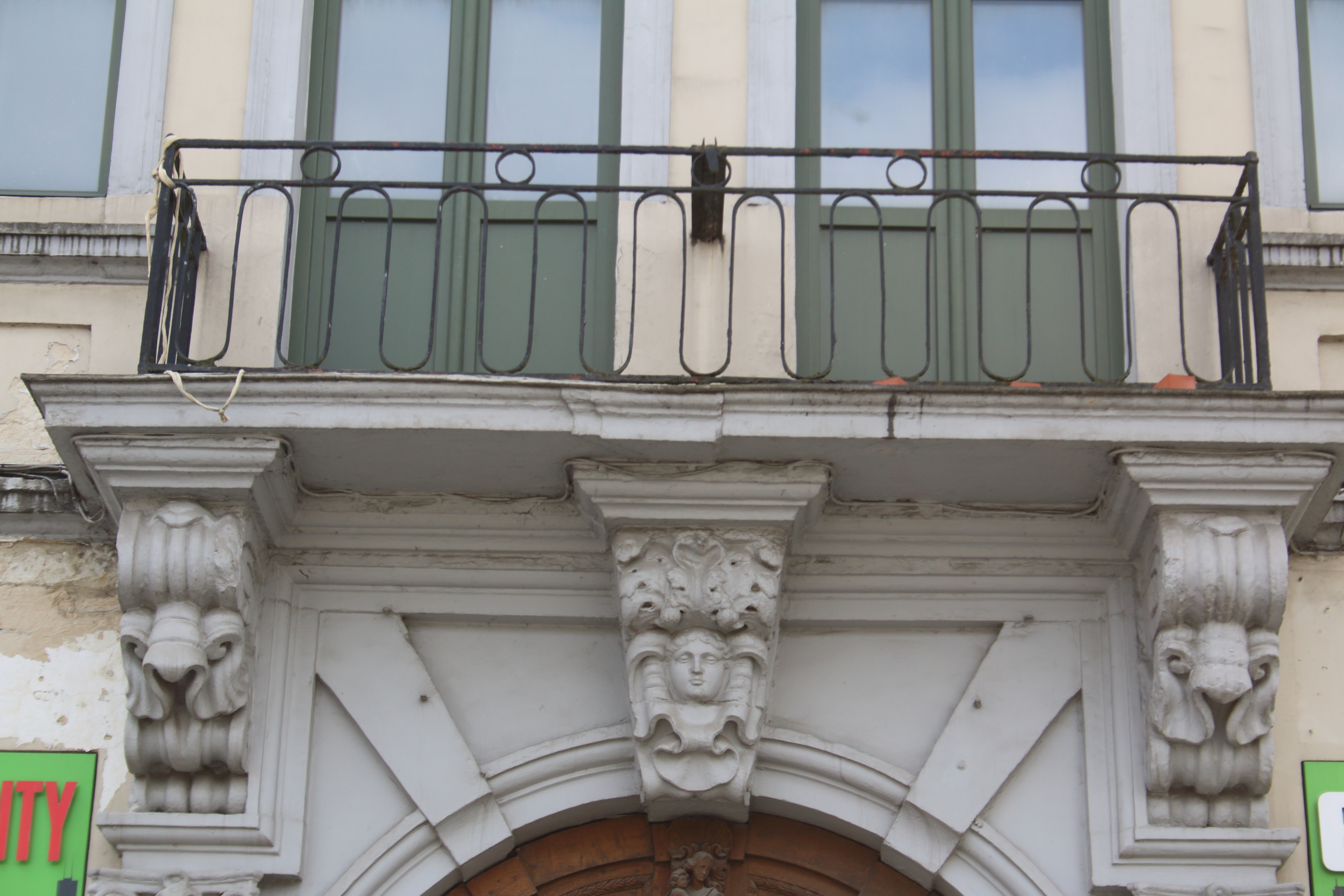
Balkon

Het Tooghuis is een historisch pand op de Vrijdagmarkt nummer 49 in de Belgische stad Gent. Van hieruit werd het volk toegesproken bij belangrijke gebeurtenissen. De voorgevel dateert uit de 2e helft van de 18de eeuw, maar de kern van het gebouw is ouder. Zo dateert de zware arduinen deuromlijsting in barokstijl van 1637. Deze is voorzien van Korinthische zuilen. Voorts is de deuromlijsting uitgerust met versierde consoles waarop het 18e-eeuwse balkon rust. Ook de rondboogdeur met uitgewerkte houten vleugels is uitgevoerd in barokstijl.